# 490 Veritas
490 Veritas (mednarodno ime je tudi 490 Veritas ) je  majhen asteroid tipa C v glavnem asteroidnem pasu.
Pripada družini asteroidov Veritas. Po njem je družina tudi dobila ime.

## Odkritje
Asteroid je odkril nemški astronom Max Wolf (1863 – 1932) 3. septembra 1902.. 
Poimenovan je po boginji Veritas iz rimske mitologije.

## Lastnosti
Asteroid Veritas obkroži Sonce v 5,65 letih. Njegova tirnica ima izsrednost 0,099, nagnjena pa je za 9,264 ° proti ekliptiki. Njegov premer je 115,55 km, okrog svoje osi pa se zavrti v 7,930 urah .

Asteroid Veritas in 92 Undina sta največja asteroida v družini Veritas. David Nesvorný je izračunal, da je družina nastala v velikem trku asteroida z velikostjo najmanj 150 km pred 8 milijoni let. Veritas in Undina sta največja ostanka po tem trku. Na osnovi te trditve je Kenneth Farley odkril, da se je štikrat povečala količina sedimentov kozmičnega prahu na morskem dnu s pričetkom pred 8,2 milijona leti. Povečanje je trajalo 100 milijonov let. 
Še danes se nadaljujejo trki med telesi družine Veritas. Ocenjujejo, da pride vsako leto do Zemlje 5000 ton kozmičnega prahu, ki je nastal pri teh trkih. To je skoraj 15% vsega kozmičnega prahu, ki pade na Zemljo.